# Hutton Henry and Station Town
Hutton Henry and Station Town är en civil parish i kommunen Durham i Storbritannien. Den ligger i grevskapet Durham och riksdelen England, i den centrala delen av landet, 400 km norr om huvudstaden London. Det inkluderar Hutton Henry och Station Town. Civil parish hade 1 529 invånare år 2021. Fram till 1 februari 2023 hette den Hutton Henry.